# Cristian Alexis Borja
Cristian Alexis Borja González (Cali, 18 de febrero de 1993) es un futbolista colombiano que juega como defensa en el Club América de la Primera División de México.

## Trayectoria

### Cortuluá
Debutó profesionalmente el 15 de enero de 2015 con el Cortuluá en el cuadrangular de ascenso frente al América de Cali.[cita requerida]
En el mismo año consiguieron el ascenso a la Categoría Primera A donde tuvo un gran desempeño y llamó la atención de distintos equipos Colombianos como el Atlético Nacional, Deportivo Cali y Millonarios.[cita requerida]

### Independiente Santa Fe
En el 2016 es cedido en calidad de préstamo y con opción de compra al Club colombiano Santa Fe con el cual disputa importantes campeonatos nacionales como la Liga Águila e internacionales como la Copa Libertadores de América.[cita requerida]

### Toluca
El 13 de enero de 2018 se concretó su fichaje por el Toluca de la Primera División de México, siendo su primera experiencia internacional. Debutó el 24 de enero en la derrota 2-1 en casa de Santos Laguna por la Copa de México. Su primer gol con el club lo hace el 6 de mayo en el empate a dos goles frente a Monarcas Morelia en la clasificación a las semifinales de la Liga.[cita requerida]

### Portugal
El 24 de enero de 2019 se confirmó su traspaso al Sporting de Lisboa, club que adquirió el 80% de su pase a cambio de 3,2 millones de euros. Debuta el 6 de febrero en la caída 2-1 en el clásico contra el Benfica por la ida de las semifinales de la Copa de Portugal.[cita requerida]
El 27 de enero de 2020 marcó su primer gol con el club dándole la victoria por la mínima sobre Marítimo.
El 1 de febrero de 2021 fue traspasado al Sporting de Braga por 3 millones de euros. Debutó el 4 de febrero como titular en la victoria 2 - 1 frente al Portimonense. El 13 de febrero marcó su primer gol con el club dándole la victoria por la mínima en su visita al Santa Clara.[cita requerida]

## Selección nacional

### Categoría inferiores
Desde al año 2015 fue convocado por la selección sub-23 colombiana y con esta disputó la clasificación para los Juegos Olímpicos 2016.[cita requerida]
Jugaría los Juegos Olímpicos de Río de Janeiro 2016 con la selección de fútbol sub-23 de Colombia en el que llegarían a los cuartos de final donde fueron eliminados por los anfitriones.[cita requerida]

#### Participaciones en Juegos Olímpicos
| Torneo                        | Categoría | Sede           | Resultado        | Partidos | Goles |
| ----------------------------- | --------- | -------------- | ---------------- | -------- | ----- |
| Repesca Juegos Olímpicos 2016 | Sub-23    | Colombia       | Clasificado      | 2        | 0     |
| Juegos Olímpicos 2016         | Sub-23    | Río de Janeiro | Cuartos de final | 2        | 0     |

### Selección absoluta
El 28 de agosto de 2018 recibió su primera convocatoria a la selección de Colombia para los amistosos ante Venezuela y Argentina por el DT encargado Arturo Reyes Montero. Debutó el 7 de septiembre como titular en la victoria 2 por 1 sobre Venezuela.[cita requerida]
El 30 de mayo fue seleccionado en la lista final de 23 jugadores que disputarían la Copa América 2019 en Brasil.  Debuta como titular el 23 de junio en la victoria por la mínima sobre Paraguay.[cita requerida]

#### Participaciones en Copa América
| Copa              | Sede   | Resultado        | Partidos | Goles | Asis. |
| ----------------- | ------ | ---------------- | -------- | ----- | ----- |
| Copa América 2019 | Brasil | Cuartos de final | 1        | 0     | 0     |

#### Participaciones en Eliminatorias al Mundial
| Eliminatorias                 | Resultado  | Partidos | Goles | Asis. |
| ----------------------------- | ---------- | -------- | ----- | ----- |
| Eliminatorias Mundial de 2026 | En disputa | 4        | 0     | 1     |

## Estadísticas

### Clubes
| Club                        | Div.                | Temporada           | Liga  | Liga  | Liga  | Copa nacional | Copa nacional | Copa nacional | Copa internacional | Copa internacional | Copa internacional | Total | Total | Total |
| Club                        | Div.                | Temporada           | Part. | Goles | Asis. | Part.         | Goles         | Asis.         | Part.              | Goles              | Asis.              | Part. | Goles | Asis. |
| --------------------------- | ------------------- | ------------------- | ----- | ----- | ----- | ------------- | ------------- | ------------- | ------------------ | ------------------ | ------------------ | ----- | ----- | ----- |
| Cortuluá · Colombia         | 1.ª                 | 2015                | 35    | 1     | 5     | 3             | 0             | 0             | -                  | -                  | -                  | 38    | 1     | 5     |
| Cortuluá · Colombia         | Total               | Total               | 35    | 1     | 5     | 3             | 0             | 0             | 0                  | 0                  | 0                  | 38    | 1     | 5     |
| Santa Fe · Colombia         | 1.ª                 | 2016                | 22    | 0     | 1     | 2             | 0             | 0             | 5                  | 0                  | 1                  | 29    | 0     | 2     |
| Santa Fe · Colombia         | 1.ª                 | 2017                | 6     | 0     | 0     | 0             | 0             | 0             | 0                  | 0                  | 0                  | 6     | 0     | 0     |
| Santa Fe · Colombia         | Total               | Total               | 28    | 0     | 1     | 2             | 0             | 0             | 5                  | 0                  | 1                  | 35    | 0     | 2     |
| Cortuluá · Colombia         | 1.ª                 | 2017                | 13    | 1     | 1     | 0             | 0             | 0             | -                  | -                  | -                  | 13    | 1     | 1     |
| Cortuluá · Colombia         | Total               | Total               | 13    | 1     | 1     | 0             | 0             | 0             | 0                  | 0                  | 0                  | 13    | 1     | 1     |
| Toluca · México             | 1.ª                 | 2018                | 19    | 1     | 2     | 3             | 0             | 0             | -                  | -                  | -                  | 22    | 1     | 2     |
| Toluca · México             | 1.ª                 | 2018                | 18    | 0     | 1     | 1             | 0             | 0             | -                  | -                  | -                  | 19    | 0     | 1     |
| Toluca · México             | Total               | Total               | 37    | 1     | 3     | 4             | 0             | 0             | 0                  | 0                  | 0                  | 41    | 1     | 3     |
| Sporting de Lisboa Portugal | 1.ª                 | 2019                | 11    | 0     | 1     | 2             | 0             | 0             | 1                  | 0                  | 0                  | 14    | 0     | 1     |
| Sporting de Lisboa Portugal | 1.ª                 | 2019-20             | 23    | 1     | 0     | 3             | 0             | 0             | 4                  | 0                  | 0                  | 30    | 1     | 0     |
| Sporting de Lisboa Portugal | 1.ª                 | 2020-21             | 2     | 0     | 0     | 3             | 0             | 0             | 0                  | 0                  | 0                  | 5     | 0     | 0     |
| Sporting de Lisboa Portugal | Total               | Total               | 36    | 1     | 1     | 8             | 0             | 0             | 5                  | 0                  | 0                  | 48    | 1     | 1     |
| Sporting de Braga Portugal  | 1.ª                 | 2020-21             | 13    | 1     | 0     | 2             | 0             | 0             | 2                  | 0                  | 0                  | 17    | 1     | 0     |
| Sporting de Braga Portugal  | Total               | Total               | 13    | 1     | 0     | 2             | 0             | 0             | 2                  | 0                  | 0                  | 17    | 1     | 0     |
| Alanyaspor Turquía          | 1.ª                 | 2021-22             | 28    | 1     | 1     | 5             | 0             | 2             | -                  | -                  | -                  | 33    | 1     | 3     |
| Alanyaspor Turquía          | Total               | Total               | 28    | 1     | 1     | 5             | 0             | 2             | 0                  | 0                  | 0                  | 33    | 1     | 3     |
| Sporting de Braga Portugal  | 1.ª                 | 2022-23             | 14    | 0     | 0     | 6             | 0             | 0             | 3                  | 0                  | 0                  | 23    | 0     | 0     |
| Sporting de Braga Portugal  | 1.ª                 | 2023-24             | 30    | 1     | 5     | 4             | 0             | 0             | 9                  | 0                  | 1                  | 43    | 1     | 6     |
| Sporting de Braga Portugal  | Total               | Total               | 44    | 1     | 5     | 10            | 0             | 0             | 12                 | 0                  | 1                  | 66    | 1     | 6     |
| Club América · México       | 1.ª                 | 2024-25             | 34    | 3     | 1     | -             | -             | -             | 8                  | 0                  | 0                  | 42    | 3     | 1     |
| Club América · México       | Total               | Total               | 34    | 3     | 1     | 0             | 0             | 0             | 8                  | 0                  | 0                  | 42    | 3     | 1     |
| Total en su carrera         | Total en su carrera | Total en su carrera | 268   | 10    | 18    | 34            | 0             | 2             | 32                 | 0                  | 2                  | 335   | 10    | 22    |

### Selección
Actualizado al último partido disputado el 6 de junio de 2025.
| Selección | Año   | Amistosos | Amistosos | Amistosos | Mundial* | Mundial* | Mundial* | Sudamérica | Sudamérica | Sudamérica | Total | Total | Total |
| Selección | Año   | Part.     | Goles     | Asis.     | Part.    | Goles    | Asis.    | Part.      | Goles      | Asis.      | Part. | Goles | Asis. |
| --------- | ----- | --------- | --------- | --------- | -------- | -------- | -------- | ---------- | ---------- | ---------- | ----- | ----- | ----- |
| Sub-23    | 2016  | —         | —         | —         | 2        | 0        | 0        | 2          | 0          | 0          | 4     | 0     | 0     |
| Sub-23    | Total | 0         | 0         | 0         | 2        | 0        | 0        | 2          | 0          | 0          | 4     | 0     | 0     |
| Absoluta  | 2018  | 2         | 0         | 0         | —        | —        | —        | —          | —          | —          | 2     | 0     | 0     |
| Absoluta  | 2019  | 2         | 0         | 0         | —        | —        | —        | 1          | 0          | 0          | 3     | 0     | 0     |
| Absoluta  | 2020  | —         | —         | —         | —        | —        | —        | —          | —          | —          | 0     | 0     | 0     |
| Absoluta  | 2021  | —         | —         | —         | —        | —        | —        | —          | —          | —          | 0     | 0     | 0     |
| Absoluta  | 2022  | —         | —         | —         | —        | —        | —        | —          | —          | —          | 0     | 0     | 0     |
| Absoluta  | 2023  | —         | —         | —         | —        | —        | —        | 2          | 0          | 1          | 2     | 0     | 1     |
| Absoluta  | 2024  | —         | —         | —         | —        | —        | —        | 1          | 0          | 0          | 1     | 0     | 0     |
| Absoluta  | 2025  | —         | —         | —         | —        | —        | —        | 1          | 0          | 0          | 1     | 0     | 0     |
| Absoluta  | Total | 4         | 0         | 0         | 0        | 0        | 0        | 5          | 0          | 1          | 9     | 0     | 1     |
| Total     | Total | 4         | 0         | 0         | 2        | 0        | 0        | 7          | 0          | 1          | 13    | 0     | 1     |

## Palmarés

### Títulos nacionales
| Título                      | Equipo             | Año     |
| --------------------------- | ------------------ | ------- |
| Torneo Finalización         | Santa Fe           | 2016    |
| Superliga de Colombia       | Santa Fe           | 2017    |
| Copa de Portugal            | Sporting de Lisboa | 2018-19 |
| Copa de la Liga de Portugal | Sporting de Lisboa | 2020-21 |
| Copa de Portugal            | Sporting de Braga  | 2020-21 |
| Copa de la Liga de Portugal | Sporting de Braga  | 2023-24 |
| Primera División            | Club América       | 2024    |

### Títulos internacionales
| Título           | Equipo   | Sede  | Año  |
| ---------------- | -------- | ----- | ---- |
| Copa Suruga Bank | Santa Fe | Japón | 2016 |